# Nycticeinops
Nycticeinops és un gènere de ratpenats de la família dels vespertiliònids. Les espècies d'aquest grup són oriündes de l'Àfrica subsahariana, on la seva distribució s'estén des del Senegal a l'oest fins a Etiòpia i Somàlia a l'est. Fins a principis del segle xxi fou considerat un tàxon monotípic que només contenia el ratpenat de nas ample de Schlieffen (N. schlieffeni), però un estudi filogenètic publicat el 2021 conduí a la inclusió de Parahypsugo en aquest gènere. El nom genèric Nycticeinops significa ‘ull nocturn’.